# Halvflossa
Halvflossa, trensaflossa eller reliefflossa är en teknik för vävnad med mönster i knuten flossa som avtecknar sig mot en slät botten.

## Kända halvflossevävare[4]
- Signe Asplund
- Märta Måås Fjetterstrom
- Elsa Gullberg
- Sigvard Bernadotte
- Barbro Nilsson
- Ingrid Hellman-Knafve
- Margareta Lundahl